# Coupole octogonale
 (novembre 2024).
Pour les articles homonymes, voir Coupole (homonymie).
En géométrie, la coupole octogonale est un des solides de Johnson (J4). Il peut être obtenu comme tranche de petit rhombicuboctaèdre.
Les 92 solides de Johnson ont été nommés et décrits par Norman Johnson en 1966.